# Сандерс, Джордж
Джордж Ге́нри Са́ндерс (англ. George Henry Sanders; 3 июля 1906, Санкт-Петербург — 25 апреля 1972, Кастельдефельс) — британский актёр, обладатель премии «Оскар» за «Лучшую мужскую роль второго плана» в 1951 году.

## Биография

### Юные годы
Джордж Генри Сандерс (англ. George Henry Sanders) родился в Санкт-Петербурге 3 июля 1906 года в семье богатых английских промышленников. Помимо него, в семье уже был ребёнок, его старший брат Том Конуэй, который, как и Джордж, в будущем связал свою судьбу с кино, а в 1912 году у них появилась и сестра.
В мае 1917 года, после начала революции в России и смены государственного строя, семья обеспокоилась их дальнейшим пребыванием в Санкт-Петербурге и вернулась в Англию. Там Джордж вместе с братом учился в одном из колледжей Брайтона, а затем поступил в Технический колледж в Манчестере. После его окончания он устроился работать в рекламное агентство, где тамошняя секретарша, в будущем актриса Грир Гарсон, посоветовала ему попытать счастье в шоу-бизнесе.

### Начало карьеры
Джордж Сандерс отправился в Лондон, где первоначально пел в мужском хоре, затем выступал в кабаках, а потом уже прорвался на радио и в театр, но лишь в качестве дублёра. Спустя некоторое время Сандерсу удалось попасть и в кино, где в 1934 году состоялся его британский дебют. Спустя пару лет он впервые появился в американском кино, в картине «Ллойд в Лондоне», где сыграл лорда Эверетта Стейси. Созданный им образ британца, с аристократическим английским акцентом, обходительностью и снобизмом, помог ему стать востребованным в Голливуде на протяжении следующего десятилетия.

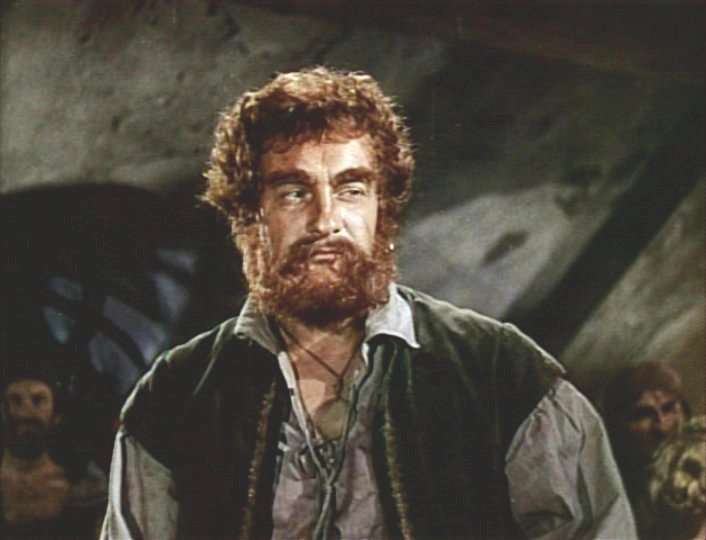
Джордж Сандерс в фильме «Чёрный лебедь» (1942)

В начале карьеры в кино одной из самых заметных его ролей стал Джек Фэвелл в знаменитой хичкоковской экранизации романа Дафны Дюморье «Ребекка» в 1940 году. В дальнейшие годы он имел ряд довольно крупных ролей, но в низкобюджетных фильмах, таких как «Иностранный корреспондент» (1940), «Горькая сладость» (1940), «Сын Монте Кристо» (1940) и «Закат» (1941). В начале 1940-х годов он сыграл главную роль в трёх фильмах об авантюристе Геи Лоуренсе, по прозвищу Сокол, а после него эта роль перешла к его брату, актёру Тому Конуэю. В то же время он появился в главной роли в серии фильмов о воре и одновременно сыщике-любителе Саймоне Темпларе, которого звали Святой.

### Карьера в Голливуде
В 1945 году Сандерс успешно исполнил роль лорда Генри Уоттона в фильме «Портрет Дориана Грея», одноимённой экранизации романа Оскара Уайлда, где его напарницами стали Анджела Лэнсбери и Донна Рид. Так же хорошо была оценена его работа в картинах «Личные дела милого друга» (1947), «Призрак и миссис Мьюр» (1947) и «Самсон и Далила» (1949).
В 1950 году Джордж Сандерс сыграл одну из самых ярких своих ролей — резкого и хладнокровного театрального критика Эддисона ДеВитта в драме Джозефа Лео Манкевича «Всё о Еве». Эта роль принесла актёру не только славу и признание, но и премию «Оскар» за «Лучшую мужскую роль второго плана».

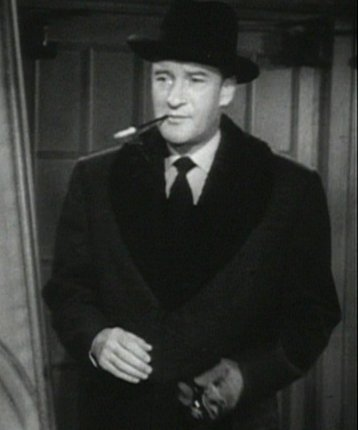
Джордж Сандерс в фильме «Всё о Еве» (1950)

С середины 1950-х годов Сандерс стал появляться и на телевидении, где в 1957 году у него даже было собственное шоу, под названием «Таинственный театр Джорджа Сандерса». Всё же этот проект оказался неудачным и выходил на экраны менее полугода. Наиболее успешными телевизионными проектами актёра стали сериалы «Мужчина из U.N.C.L.E» (1965) и «Бэтмен» (1966), где он сыграл мистера Фриза.
В 1958 году Сандерс записал музыкальный альбом под названием «The George Sanders Touch: Songs for the Lovely Lady», который содержал романтические баллады, исполненные его нежным баритоном.
В 1967 году актёр принимал участие в озвучивании мультфильма Walt Disney «Книга джунглей», где его голосом говорил тигр Шер-Хан. Одни из последних своих ролей Джордж Сандерс исполнил в фильмах «Письмо из Кремля» (1970) и «Психомания» (1973).
Джордж Сандерс удостоен двух звёзд на Голливудской аллее славы — за его успешные работы в кино и карьеру на телевидении.

### Личная жизнь
В октябре 1940 года Джордж Сандерс женился на актрисе Сьюзан Лорсон, с которой прожил 9 лет. Вскоре после первого развода он вновь женился, на венгерской актрисе Жа Же Габор. Уже после развода они вместе появились в фильме «Смерть скандалиста» в 1956 году. В феврале 1959 года его третьей супругой стала актриса Бенита Хьюм, вдова знаменитого британского актёра Рональда Колмана. Их совместная жизнь закончилась в 1967 году из-за смерти Хьюм от рака. Его последней женой в декабре 1970 года стала Магда Габор, сестра его второй жены. Этот брак продлился всего шесть недель и распался из-за пристрастия актёра к алкоголю.

### Смерть
Последние годы своей жизни Сандерс страдал от беспричинных приступов гнева и беспокойства. Ситуация ещё более усугубилась из-за микроинсульта, после которого нарушилась его речь, благодаря которой он и возвысился в начале своей карьеры. К тому же, больному Сандерсу нужна была хоть какая-то поддержка от близких людей, которых у него было не так много.
Большую часть своего времени он стал уделять своей мексиканской любовнице, которая вынудила Сандерса продать его дом на Майорке, о чём он впоследствии долго сожалел. В итоге, доведённый до отчаяния актёр, покончил с собой, приняв чрезмерную дозу пентобарбитала в одном из отелей испанского городка Кастельдефельс, близ Барселоны. В своей предсмертной записке он написал следующее: «Дорогой мир, я ухожу, потому что мне скучно. Я чувствую, что прожил долгую жизнь. Я оставляю вас с вашими заботами в этой сладкой помойке. Удачи!» Тело Джорджа Сандерса было кремировано, а прах развеян над Ла-Маншем.

## Избранная фильмография
| Год  |   | Русское название                       | Оригинальное название             | Роль                             |
| ---- | - | -------------------------------------- | --------------------------------- | -------------------------------- |
| 1936 | ф | Человек, который умел творить чудеса   | The Man Who Could Work Miracles   | Бог Безразличия                  |
| 1938 | ф | Четверо мужчин и помощница             | Four Men and a Prayer             | Уайатт Ли                        |
| 1939 | ф | Святой наносит ответный удар           | The Saint Strikes Back            | Саймон Темплар, он же Святой     |
| 1939 | ф | Святой в Лондоне                       | The Saint in London               | Саймон Темплар, он же Святой     |
| 1940 | ф | Дом о семи фронтонах                   | The House of the Seven Gables     | Джеффри Пинчен                   |
| 1940 | ф | Ребекка                                | Rebecca                           | Джек Фейвелл                     |
| 1940 | ф | Иностранный корреспондент              | Foreign Correspondent             | Скотт, иностранный корреспондент |
| 1940 | ф | Святой берётся за дело                 | The Saint Takes Over              | Саймон Темплар, он же Святой     |
| 1940 | ф | Двойные неприятности Святого           | The Saint's Double Trouble        | Саймон Темплар, он же Святой     |
| 1940 | ф | Сын Монте-Кристо                       | The Son of Monte Cristo           | Генерал Гурко Лейнен             |
| 1941 | ф | Святой в Палм-Спрингс                  | The Saint in Palm Springs         | Саймон Темплар, он же Святой     |
| 1941 | ф | Ярость в небесах                       | Rage in Heaven                    | Уорд Эндрюс                      |
| 1941 | ф | Дерзкий Сокол                          | The Gay Falcon                    | Гэй Лоуренс по прозвищу Сокол    |
| 1941 | ф | Охота на человека                      | Man Hunt                          | майор Куайв-Смит                 |
| 1942 | ф | Свидание с Соколом                     | A Date with the Falcon            | Гэй Лоуренс по прозвищу Сокол    |
| 1942 | ф | Сокол и большая афера                  | The Falcon Takes Over             | Гэй Лоуренс по прозвищу Сокол    |
| 1942 | ф | Брат Сокола                            | The Falcon's Brother              | Гэй Лоуренс по прозвищу Сокол    |
| 1942 | ф | Чёрный лебедь                          | The Black Swan                    | капитан Билли Лич                |
| 1942 | ф | Тихо, пожалуйста: убийство             | Quiet Please, Murder              | Джим Флег                        |
| 1943 | ф | Эта земля моя                          | This Land Is Mine                 | Жорж Ламбер                      |
| 1944 | ф | Жилец                                  | The Lodger                        | инспектор Джон Уорвик            |
| 1945 | ф | Площадь похмелья                       | Hangover Square                   | доктор Аллан Миддлтон            |
| 1945 | ф | Портрет Дориана Грея                   | The Picture Of Dorian Gray        | лорд Генри Уоттон                |
| 1945 | ф | Странное дело дяди Гарри               | The Strange Affair of Uncle Harry | Гарри Мелвилл Куинси             |
| 1946 | ф | Странная женщина                       | The Strange Woman                 | Джон Эверед                      |
| 1947 | ф | Призрак и миссис Мьюр                  | The Ghost and Mrs. Muir           | Майлс Фэрли                      |
| 1947 | ф | Соблазнённый                           | Lured                             | Роберт Флеминг                   |
| 1950 | ф | Всё о Еве                              | All About Eve                     | Эддисон Деуитт                   |
| 1951 | ф | Я могу достать это вам по оптовой цене | I Can Get It for You Wholesale    | Дж. Ф. Ноубл                     |
| 1952 | ф | Айвенго                                | Ivanhoe                           | сэр Бриан де Буальгильбер        |
| 1954 | ф | Свидетель убийства                     | Witness to Murder                 | Альберт Рихтер                   |
| 1954 | ф | Путешествие в Италию                   | Viaggio in Italia                 | Алекс Джойс                      |
| 1955 | ф | Мунфлит                                | Moonfleet                         | лорд Джеймс Эшвуд                |
| 1955 | ф | Король и вор                           | The King’s Thief                  | король Карл II                   |
| 1956 | ф | Пока город спит                        | While the City Sleeps             | Марк Лавинг                      |
| 1956 | ф | Смерть негодяя                         | Death of a Scoundrel              | Клементий Сабурин                |
| 1958 | ф | С Земли на Луну                        | From the Earth to the Moon        | Стайвесант Николл                |
| 1959 | ф | Такая женщина                          | That Kind of Woman                | Э. Л.                            |
| 1959 | ф | Соломон и царица Савская               | Solomon And Sheba                 | Адония                           |
| 1960 | ф | Деревня проклятых                      | Village Of The Damned             | Гордон Зеллаби                   |
| 1964 | ф | Выстрел в темноте                      | A Shot In The Dark                | Бенджамин Баллон                 |
| 1966 | с | Бэтмен                                 | Batman                            | мистер Фриз                      |
| 1966 | ф | Меморандум Квиллера                    | The Quiller Memorandum            | Бенджамин Баллон                 |
| 1967 | ф | Книга джунглей                         | The Jungle Book                   | Шер-Хан (голос)                  |
| 1969 | ф | Девушка из Рио                         | The Seven Secrets of Sumuru       | сэр Масиус                       |
| 1970 | ф | Письмо из Кремля                       | The Kremlin Letter                | Колдун                           |

## Награды
- 1951 — премия «Оскар» в номинации «Лучший актёр второго плана» за роль в фильме «Всё о Еве».